# Urban Ahlin

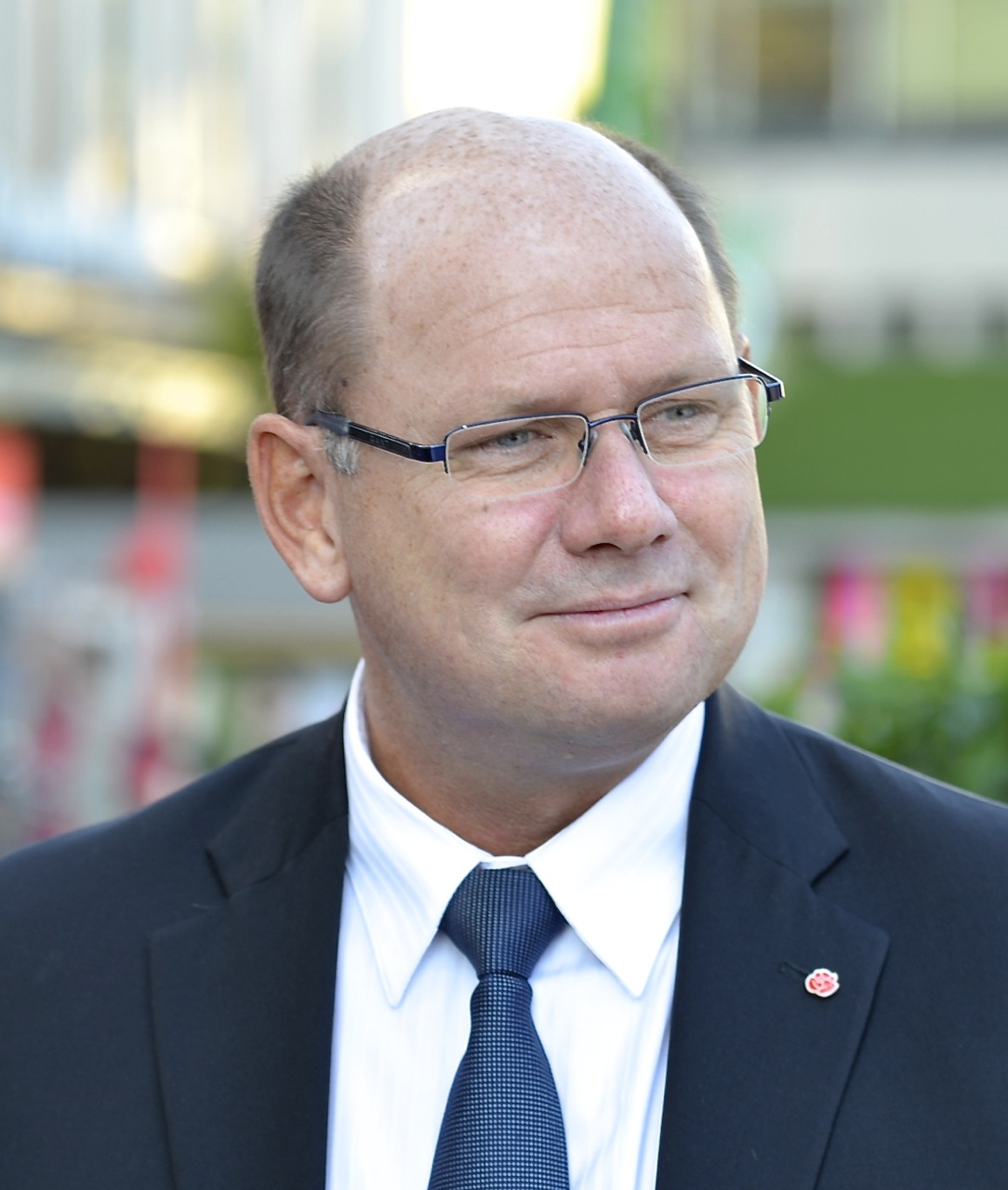
Urban Ahlin (2014)

Urban Christian Ahlin (* 13. November 1964 in Mariestad) ist ein schwedischer Politiker der schwedischen Sozialdemokraten und war von 2014 bis 2018 Präsident des Schwedischen Reichstags. Er ist seit 1994 Abgeordneter des schwedischen Reichstags.

## Leben
Ahlin ist Lehrer. Er studierte im Lehrerprogramm an der Universität Karlstad und arbeitete später als Oberstufenlehrer für Mathematik und Physik an der Högelidsskola in Mariestad. Ahlin wurde 1994 in den Reichstag gewählt und wurde Mitglied des Ausschusses für Außenpolitik. Er war Sachverständiger im Wirtschaftsministerium und für außenpolitische Fragen im Zusammenhang mit der Zusammenarbeit im Ostseeraum.
Urban Ahlin ist seit der Wahl 2006 stellvertretender Vorsitzender im Ausschuss für Außenpolitik. Von 2002 bis 2006 war er dort Vorsitzender gewesen. Er ist Mitglied des Utrikesnämnden, eines Komitees für außenpolitische Fragen zwischen Regierung und Reichstag, und Teil der schwedischen OSZE-Delegation. Er war bis April 2015 Mitglied des sozialdemokratischen Parteivorstands. Er ist Sprecher der Partei für außenpolitische Fragen. Seit 2005 ist er Vorsitzender der Sozialdemokraten in Skaraborg.
Im Jahr 2012 wurde er Sekretär der Fraktion der Sozialdemokraten im Reichstag.

## Privates
Ahlin ist mit Jenni Ahlin (* 1969) verheiratet, die Familien- und Kulturredakteurin bei der Zeitung Mariestads-Tidningen ist.